# Katja Jontes
Katja Jontes est une ancienne joueuse de volley-ball slovène, née le 11 mars 1986 à Slovenj Gradec (Carinthie). Elle mesure 1,87 m et jouait au poste de centrale.

## Clubs
| Club                 | De        | À         |
| -------------------- | --------- | --------- |
| ŽOK Mislinja         | 2002-2003 | 2002-2003 |
| OK Prevalje          | 2003-2004 | 2003-2004 |
| OK Benedikt          | 2004-2005 | 2004-2005 |
| ZOK TPV Novo Mesto   | 2005-2006 | 2006-2007 |
| OK Hit Nova Gorica   | 2007-2008 | 2008-2009 |
| FV Castellana Grotte | 2009-2010 | 2010-2011 |
| Villa Cortese        | jan 2011  | mai 2011  |

## Palmarès
- Championnat de Slovénie
  - Vainqueur : 2006.
- Coupe d'Italie
  - Vainqueur : 2011.